# Onthophagus nilgirensis
Onthophagus nilgirensis là một loài bọ cánh cứng trong họ Bọ hung (Scarabaeidae).